# Landesberufsschule Feldbach
Die Landesberufsschule Feldbach (LBS Feldbach, LBSF) ist die im oststeirischen Feldbach angesiedelte Berufsschule für kaufmännische Berufe des Landes Steiermark.
Sie verfügt über ein Lehrlingshaus (Internat) für die Zeit der Absolvierung. Jährlich schließen etwa 1000 Schüler die Schule ab, insgesamt waren es um 40.000.

## Geschichte
Gegründet wurde die Landesberufschule 1959.
Seit 1999 wird eine Integration von behinderten Lehrlingen durchgeführt, und sie ist damit auch die erste Landesberufsschule in Österreich, die vor der offiziellen Einführung eine integrative Berufsausbildung angeboten hat.
Eine integrative Berufsausbildung wurde beispielsweise 2009/10 von 20 Personen wahrgenommen.
2009 wurde im Rahmen des 50-jährigen Jubiläums für gut eine Million Euro das Dachgeschoß um- und ausgebaut.

## Leistungsumfang
Angeboten werden in Lehrgangsblöcken die schulischen Teile der dualen Ausbildung für Berufe wie etwa Bankkaufmann, Bürokaufmann, Immobilienkaufmann,  Kanzleiassistent, Versicherungskaufmann, Finanzdienstleistungskaufmann.
Darüber hinaus werden Vorbereitungskurse für die Berufsreifeprüfung angeboten.
Für weiter weg lebende oder mit Behinderungen versehene Schüler besteht die Möglichkeit, im Lehrlingshaus der Wirtschaftskammer, das sich auf dem Areal der LBS Feldbach befindet, zu wohnen. Etwa ein Viertel aller Schüler nimmt dieses Angebot wahr.

## Leitung
- bis 2020 Peter Friedl[3][10]
- seit 2020 Franz Winkler und Babara Weidenhofer[11]

## Schüler
- Hansi Hinterseer, Schirennläufer, Musiker, Entertainer[12]

## Auszeichnungen
- Pädagogischer Panther 2000 (Ehrenpreis) – höchste Auszeichnung des Landes[13]